# Liste der Orte im Landkreis Trier-Saarburg

Wappen des Landkreises Trier-Saarburg

Die Liste der Orte im Landkreis Trier-Saarburg enthält die Verbandsgemeinden, Ortsgemeinden und Gemeindeteile (Ortsbezirke, Wohnplätze und sonstige Gemeindeteile) im rheinland-pfälzischen Landkreis Trier-Saarburg.

Es handelt sich dabei um das amtliche Verzeichnis der Gemeinden und Gemeindeteile und setzt sich zusammen aus dem vom Statistischen Landesamt Rheinland-Pfalz geführten amtlichen Namensverzeichnis der Gemeinden und dem vom Landesamt für Vermessung und Geobasisinformation Rheinland-Pfalz geführten amtlichen Verzeichnis der Gemeindeteile.

## Verbandsgemeinde Hermeskeil
Gemeinden und Gemeindeteile in der Verbandsgemeinde Hermeskeil:
- Bescheid
  - Bescheidermühlen
  - Hubertus, Jagdhaus
  - Rockenburgerhof
- Beuren (Hochwald)
  - Beuren (Hochwald)
  - Prosterath
  - Waldmühle
- Damflos
  - Mühlenhof
- Geisfeld
  - Abtei
  - Birkenhof
  - Forsthaus Königsfeld
  - Simonsmühle, Geisfeldermühle
  - Bauscheiderhof
- Grimburg
  - Grimburgerhof
  - Mühle
  - Tannenhof
- Gusenburg
- Hermeskeil, Stadt
  - Abtei
  - Blasiusmühle
  - Industrie- und Gewerbepark Grafenwald
  - Höfchen
  - Gewerbegebiet Adrian
  - Katzenmühle
  - Lascheiderhof
  - Lascheider Neuhaus
  - Laurentiushof
  - Markushof
  - Nickelsmühle
  - Römerhof
  - Rückersbergerhof
  - Vor Buchenwald
  - Wendelshof
  - Gewerbegebiet Raiffeisenstraße
  - Industrie- und Gewerbegebiet Dörrenbach
- Hinzert-Pölert
  - Hinzert
  - Gedenkstätte Hinzert
  - Wiesenthalerhof
  - Pölert
  - Bahnhof Pölert
  - Bruderbachermühle
  - Philippsmühle
  - Heidhof
  - Tannenhof
- Naurath (Wald)
  - Büdlicherbrück
  - Unternaurath
- Neuhütten
  - Forsthaus Neuhütten
  - Muhl, ehemals Börfink-Muhl
  - Schmelz
  - Zinsershütten
- Rascheid
  - Bahnhof Rascheid
  - Rauschmühle
- Reinsfeld
  - Azur-Campingpark
  - Birkenhof
  - Eichhof
  - Felsenmühle
  - Industriegebiet Völkersheide
  - Lindenhof
  - Meisbrück
  - Bahnhof Pölert
- Züsch
  - Birkenau
  - Hochwaldhof
  - Retzenhöhe
  - Rosenhof

## Verbandsgemeinde Konz
Gemeinden und Gemeindeteile in der Verbandsgemeinde Konz:
- Kanzem
  - Haus Ritterpfad
  - Priesterseminar, Weingut
  - Sonnenberg
  - Weingut Maximilian von Othegraven
- Konz, Stadt
  - Filzen
  - Auf der Filzer Kupp
  - Hamm
  - Hammerfähre
  - Könen
  - Konzerbrück
  - Kommlingen
  - Konz
  - Karthaus
  - Löllberg
  - Roscheiderhof
  - Krettnach
  - Obermennig
  - Niedermennig
  - Falkenstein
  - Oberemmel
  - Bauschertsmühle
  - Forsthaus Oberemmel
  - Schemelmühle
- Nittel
  - Windhof
  - Köllig
  - Rehlingen
- Oberbillig
- Onsdorf
- Pellingen
  - Jagdhütte
  - Hof Langenstein
- Tawern
  - Fellerich
  - Fellericher Mühle
  - Tawern
  - Mertenmühle
  - Oberste Mausmühle
  - Unterste Mausmühle
- Temmels
  - Schloss Gebertshof
- Wasserliesch
  - Wasserwerk
- Wawern
  - Tobiashaus
  - Wasserwerk
- Wellen
- Wiltingen
  - Am Rosenborn
  - Kupphaus
  - Rauhof
  - Scharzhofberg

## Verbandsgemeinde Ruwer
Gemeinden und Gemeindeteile in der Verbandsgemeinde Ruwer:
- Bonerath
  - Langeichhof
- Farschweiler
  - Backeshof
  - Birkenhof
  - Forsthaus Farschweiler
  - Klostermühle
- Gusterath
  - Romika
- Gutweiler
  - Romika
- Herl
  - Kaffeemühle
- Hinzenburg
  - Hinzenburgermühle
- Holzerath
- Kasel
  - Haus Timpert
- Korlingen
  - Korlinger Mühle
- Lorscheid
  - Scholersmühle
- Mertesdorf
  - Eisenbahnhaltepunkt Grünhaus-Mertesdorf
  - Lorenzhof
  - Maximin Grünhaus
- Morscheid
  - Herrgottsmühle
  - Im Lonschenberg
  - Lichtenthalsmühle, ehemals Stadt Trier
  - Schloss Marienlay
  - Studentenmühle
- Ollmuth
- Osburg
  - Forsthaus Sternfeld
  - Osburg-Neuhaus
- Pluwig
  - Bahnhof Pluwig
  - Geizenburg
  - Pluwigerhammer
  - Willmerich
  - Wilzenburg
- Riveris
  - Feilensmühle
  - Karlstollen
- Schöndorf
  - Lonzenburg
  - Neuhof
  - Pluwigerhammer
  - Raulsmühle
  - Schöndorferheide
- Sommerau
- Thomm
  - Althinkelhaus
  - Neuhinkelhaus
  - Thommerberg
- Waldrach
  - Haus Kampf
  - Schleifmühle
  - Schmelzmühle

## Verbandsgemeinde Saarburg-Kell
Gemeinden und Gemeindeteile in der Verbandsgemeinde Saarburg-Kell:
- Ayl
  - Ayl
  - Biebelhausen
- Baldringen
- Fisch
  - Alleestraße, Siedlung
  - Alterhof
  - Maklich
  - Im Viezgarten
- Freudenburg
  - Herrenmühle
  - Hof am Steinchen
  - Kastholzhof
  - Kollesleuken
- Greimerath
  - Erlenhof
  - Ferdinandshaus
  - Marienhof
  - Panzhaus
- Heddert
  - Heddertermühle
  - Haus Jägen
- Hentern
  - In Füllcheswies
  - Steinbachweier
- Irsch
- Kastel-Staadt
  - Neufels
  - Staadt
- Kell am See
  - Am Reichertsbruch
  - Farm
  - Fronhof
  - Mühlscheid
  - Wallerplatz
- Kirf
  - Beuren (Saargau)
  - Breinsdorf
  - Kampholzer Hof
  - Waldhof
  - Kirf
  - Hof Breitenacker
  - Hof Spirkelsbach
  - Brunnenhof
  - Meurich
  - Oberste Neumühle
  - Unterste Neumühle
  - Weierhäuschen
  - In den Dreimorgen
- Lampaden
  - Buchenhof
  - Geisemerich
  - Hubertushof
  - Kredenfelderhaus
  - Lampadenermühle
  - Lindenhof
  - Niedersehr
  - Obersehr
  - Schiffbrunnenhof
  - Wernerhof
- Mandern
  - Forsthaus Klink
  - Niederkell
  - Unterste Mühle
  - Ulmenhof
- Mannebach
  - Kümmern
  - Mannebachermühle
  - Riedhof
  - Im alten Garten
- Merzkirchen
  - Dittlingen
  - Kelsen
  - Körrig
  - In den vier Morgen
  - Merzkirchen
  - Im Gründchen
  - Heidehof
  - Michelshof
  - Portz
  - Lindenhof
  - Waldhof
  - Rommelfangen
  - Südlingen
- Ockfen
  - Domäne Ockfen
- Palzem
  - Dilmar
  - Esingen
  - Helfant
  - Hauser Hof
  - Heidfeld Hof
  - Helfantermühle
  - Penser Hof
  - Kreuzweiler
  - Schloss Thorn
  - Steinbruch an der B 419
  - Palzem
  - Rohlingen
  - Wehr
- Paschel
  - Benratherhof
  - Steinbachweier
- Saarburg, Stadt
  - Kahren
  - Auf der Hardt
  - Saargauhof
  - Krutweiler
  - Kruterberg
  - Saarburg
  - Auf der Grube
  - Beurig
  - Ferienpark Warsberg
  - Kunoweiher-Hof
  - Niederleuken
  - Obere Kaselmühle
  - Rauschhof
  - Untere Kaselmühle
- Schillingen
  - Büdelter Hof
  - Burg Heid, Hof
  - Burg Heider Mühle
  - Lindenhof
  - Schillinger Mühle
  - Tannenhof
  - Vierherrenhof
  - Hellberghof
  - Freizeitzentrum Schillingen
- Schoden
  - Weingut Geisberg
- Schömerich
  - Auf Haider-Pfädchen
  - Kimmlerhof
  - Wendelinushof
- Serrig
  - Domäne
  - In der Wallachei
  - Hofgut Serrig
  - Jagdhaus Neunhäuser
  - Schloss Saarfels
  - Schloss Saarstein
  - Würtzberg
- Taben-Rodt
  - Hamm
  - Taben-Rodt
  - Forstgut Hundscheid
  - Heidberg
  - Käsgewann
  - Lohmühle
  - Saarhausen
- Trassem
  - Perdenbach
- Vierherrenborn
- Waldweiler
  - Haus Bilstein
  - Mühlscheid
  - Niederkell
- Wincheringen
  - Bilzingen
  - Söst
  - Wincheringen
- Zerf
  - Bahnhof Zerf
  - Campingplatz Rübezahl
  - Dürrwiese
  - Forsthaus Zerf
  - Frommersbach
  - Hirschfelderhof
  - Kalfertshaus
  - Niederzerf
  - Oberzerf
  - Konzbachhof

## Verbandsgemeinde Schweich an der Römischen Weinstraße
Gemeinden und Gemeindeteile in der Verbandsgemeinde Schweich an der Römischen Weinstraße:
- Bekond
- Detzem
  - Haus Arenz
- Ensch
  - Kahlbachmühle
- Fell
  - Fastrau
  - Fastrauer Mühle
  - Fell
  - Feller Hof
  - Im Scholenskopf
  - Noßertal
- Föhren
  - Hochkreuz
  - Terneshof
- Kenn
  - Am Kennerhaus
- Klüsserath
- Köwerich
- Leiwen
  - Leiwener Mühle
- Longen
- Longuich
  - Kirsch
  - Longuichermühle
  - Sang-Neuhaus
  - Thalmühle, Ölmühle
- Mehring
  - Lörsch
  - Mehring
  - Ginsterheld, Jagdhaus
  - Mehringer Berg
  - Mehringer Schweiz, Landhaus Eller
  - Neu-Mehring
  - Schleicherberg
- Naurath (Eifel)
  - Waldhaus
- Pölich
  - Zur Staustufe
- Riol
  - Rioler Mühle
- Schleich
- Schweich, Stadt
  - Issel
  - Am Tunnel
  - Unterm Rotenberg
  - Schweich
  - Am Atzertwald
  - Am Bahnhof Schweich
  - Am Heilbrunnen
  - Andresmühle
  - Auf Mascheid
  - Auf Schodenpfädchen
  - Bohnenfeldhof
  - Forsthaus in der Quint
  - Haardthof
  - Hinter der Andresmühle
  - Kempsmühle
  - Leinenhof
  - Loiseleuxmühle
  - Molitorsmühle
  - Haus Mülchen
  - Osterbornhof
  - Schimmelhof
  - Thesenmühle
- Thörnich
- Trittenheim
  - Breitwiesermühle
  - Im Dhrönchen

## Verbandsgemeinde Trier-Land
Gemeinden und Gemeindeteile in der Verbandsgemeinde Trier-Land:
- Aach
  - Hohensonne
  - Im Jagen
  - Haus Wehrborn
  - Neuhaus
- Franzenheim
  - Michelshof
  - Staudenhof
  - Weisgerber Hof
  - Welschenborn
  - Zur Pellinger Mühle
  - Bernardshof
- Hockweiler
  - Lindenhof
- Igel
  - Igel
  - Haus Schauinsland
  - Heintzhof
  - Löwener Mühle
  - Liersberg
- Kordel
  - Burg Ramstein, Gaststätte
  - Hochmark
  - Kimmerbach
  - Kimmlingen
  - Kimmlingerhof
  - Ramsteinerbrücke
  - Reitzenmühle
  - Kylltalbad 1
- Langsur
  - Grewenich
  - Grewenichermühle
  - Langsur
  - Löwener Mühle
  - Wasserbilligerbrück
  - In der Kaul
  - Mesenich
  - Am Sportplatz
  - Metzdorf
  - Kemperborn
  - Sonnenhof
  - Fürsthof
- Newel
  - Beßlich
  - Butzweiler
  - Hanserhof
  - Hof Dackenheid
  - Waldhof
  - Görgenhof
  - Lorich
  - Bernhardshof
  - Newel
  - Birkenhof
  - Echternacherhof
  - Hohensonne
  - Kreuzerberg
  - Mohnhof
  - Müsigen
  - Nörsterhof 1
- Ralingen
  - Edingen
  - Edingerberg
  - Klingerbach
  - Kömbchen
  - Läschhof
  - Muckenbach
  - Godendorf
  - Kersch
  - Kerscher Bach
  - Olk
  - Antoniushof
  - Ralingen
  - Berghof
  - Dischelt
  - Georgsmühle
  - Kunkelborn
  - Mahlendorf
  - Merteshof
  - Ralinger Mühle
  - Reitzmühle
  - Schäferei
  - Zur Gipsgrube 1
  - Wintersdorf
  - Wintersdorfer Berg
  - Rabenborner Steingrube 1
- Trierweiler
  - Fusenich
  - Sirzenich
  - Neuhaus
  - Schützenhaus, Gaststätte
  - Trierweiler
  - Haus Ferring
  - Niederweiler
  - Siedlung
  - Mühlenhof
  - Hans-Josef-Reuter-Haus
  - Marienhof
  - Auf dem Weier 1
  - Udelfangen
  - Katzenbach
  - Dreikönigshof
- Welschbillig
  - Burgmühle
  - Helenenberg
  - In der Au
  - Kalkofen
  - Kostermühle
  - Kunkelborn
  - Grundhof, Pelsermühle, Helenenbergermühle
  - Schilzenburg
  - Schwarzkreuz
  - Sturmsmühle
  - Träg
  - Windmühle
  - Bohrshof
  - Heidhof
  - Jägershof
  - Schneidershof
  - Sonnenhof
  - Marienwiesenhof
  - Hofweiler
  - Ittel
  - Auwerbrück
  - Kyll
  - Wellkyll
  - Möhn
  - Hoxberg
  - Thussengshof
  - Heinzhof
- Zemmer
  - Daufenbach
  - Deimlinger Mühle
  - Forstgut Euleneck
  - Im Grundsgraben
  - Mühlenberg
  - Mühlenflürchen
  - Rodt
  - Schleidweiler
  - Zemmer
  - Forsthaus Mülchen
  - Rothaus
  - Schönfelderhof
  - Paulushof
  - Corneliushof
  - Kapellenhof
  - Johanneshof
  - Rosenhof
  - Haus Königseifen
  - Auf dem Galgenfeld